# Altwiesen
Altwiesen ist ein mit der Verordnung vom 22. Januar 1997 ausgewiesenes Naturschutzgebiet (NSG-Nummer 4.280) im Osten der Gemeinde Bodelshausen in Baden-Württemberg, Deutschland. Im Westen grenzt es an die Bundesstraße 27.

## Lage
Das rund 23 Hektar große Naturschutzgebiet Altwiesen gehört zum Naturraum 101  Mittleres Albvorland. Der geologische Untergrund wird aus den unteren Schichten des Opalinustons im Braunen Jura gebildet, wobei Vorkommen von Pseudogley stellenweise auch zu Staunässe führen kann. Das Gebiet ist weitgehend eben bis flach geneigt und befindet sich auf einer Höhe von 500 m ü. NN. In der Kernzone befinden sich von zwei Gräben durchzogene Feuchtwiesen, die einer extensiven Nutzung unterliegen. Dort sind sowohl Bach-Kratzdistelwiesen als auch Vorkommen der gefährdeten Trollblumen zu finden. Für Heuschreckenarten wie die Große Goldschrecke bietet sich in zentraler Lage mit einer 0,3 ha großen unbewirtschafteten Senke mit Seggen, Hochstaudenfluren und Waldsimsen ein geeignetes Rückzugsgebiet. Unweit der Quellgegend des Wiesentalbach erfolgte Ende der 1970er Jahre die Anlage eines inzwischen mit Rohrkolben und Teichbinse zugewachsenen Teiches, der von Libellen und Amphibienarten wie dem Laubfrosch angenommen wurde.

## Flora & Fauna
Zu den charakteristischen Vertretern der Feuchtwiesen gehören weiterhin Sumpfdotterblume, Sumpf-Schafgarbe, Kuckuckslichtnelke und Blaues Pfeifengras. Die Grabenränder werden Hochstauden wie Teufelsabbiss, Zottiges Weidenröschen, Mädesüß und Blutweiderich gesäumt.
Faunistische Stichproben haben ergeben, dass sich in dem untersuchten Gebiet schutzwürdige Vorkommen von 27 Wanzenarten und 10 Libellenarten, darunter die Glänzende Binsenjungfer befinden. Tagfalter wie der Kleine Feuerfalter sind ebenso anzutreffen.

## Schutzzweck
Der Schutzzweck besteht im Bestandsschutz der Frisch-, Feucht- und Nasswiesengesellschaften, der Ufervegetation von Gräben, der Verlandungszone des Teiches. Dazu kommen die Einrichtung von Pufferzonen und Erhaltung der Lebensräume für eine Vielfalt seltener Tier- und Pflanzenarten.